# Quadre Lollis
Quadre Michael Lollis (Gary, 12 aprile 1973) è un ex cestista statunitense.

## Carriera
Esce dall'università di Montana State e al termine di una parentesi nella lega CBA gioca nel campionato turco tra le file dell'Oyak Renault Bursa. Dopo un anno in Belgio fa ritorno in Turchia dove passa prima al Galatasaray e poi all'Ülker, con cui nel 2000-01 vince sia campionato che coppa, chiudendo invece con la migliore percentuale al tiro di tutto il campionato 2001-02 (66,5%) nell'anno del suo debutto in Eurolega, massima competizione continentale.
La conquista dell'accoppiata campionato-coppa viene ripetuta nel 2002-03, stavolta con i colori dell'ALBA Berlino, con cui gioca anche in Eurolega a 15,3 punti e 9,5 rimbalzi di media (terzo miglior rimbalzista di quell'edizione). Segue poi un biennio all'AEK Atene dove è nuovamente impiegato anche in Eurolega in entrambe le annate (confermandosi nel frattempo il terzo miglior rimbalzista anche per l'edizione 2003-04 con 9,8 a partita).
Per la stagione 2005-06 fa ritorno all'ALBA Berlino dove è ancora schierato sia in campionato che nelle coppe europee, in questo caso in ULEB Cup.
Nell'agosto 2006 comincia la prima parentesi in Italia con l'ingaggio da parte della Vanoli Soresina, con cui rimane complessivamente per tre stagioni tanto da diventare capitano ed essere tra gli artefici della storica promozione in Serie A ottenuta nel 2009. Successivamente vive una nuova esperienza in Bundesliga con l'EnBW Ludwigsburg, poi nell'estate seguente passa ai Crabs Rimini in Legadue con cui mette a referto 12,1 punti e 7,8 rimbalzi a partita. Nel dicembre 2011 il trentottenne Lollis è nuovamente di scena in Germania, questa volta con i Giants Düsseldorf del coach turco Murat Didin, già suo allenatore ai tempi dell'Ülker.

## Palmarès
- Campionato turco: 1

Ülkerspor: 2000-01
- Campionato tedesco: 1

Alba Berlino: 2002-03
- Coppa di Germania: 1

Alba Berlino: 2006